# Distrito de Matara (Sri Lanka)
Matara es un distrito de Sri Lanka en la provincia Sur. Código ISO: LK.MH.
Comprende una superficie de 1 246 km².
El centro administrativo es la ciudad de Matara.

## Demografía
Según estimación 2010 contaba con una población total de 839 000 habitantes, de los cuales 432 000 eran mujeres y 407 000 varones.